# Carmen Guarini
Carmen Guarini (Argentina, 18 de janeiro de 1953) é uma antropóloga, directora, professora e produtora de cinema, especializada em cinema documentário, que tem realizado uma importante obra neste género.

## Filmografia
Directora
- Walsh entre todos  (2015)
- Calles de la memoria  (2012)
- D-Humanos ("Baldosas en Buenos Aires"), (2011)
- Gorri  (2010)
- Meykinof  (2005)
- El diablo entre las flores  (cortometraje) (2004)
- H.I.J.O.S., el alma en dos  (2002)
- Compañero Birri)  (inédita) (2001)
- Tinta roja  (1998)
- Jaime de Nevares: Último viaje  (1995)
- En el nombre de la seguridad nacional  (1994)
- Historias de amores semanales  (1993)
- La voz de los pañuelos (cortometraje)  (1992)
- La noche eterna  (1991)
- A los compañeros la libertad  (cortometraje) (1987)
- Buenos Aires, crónicas villeras  (1986)

Produção
- Walsh entre todos  (2015)
- Calles de la memoria  (2012)
- Gorri  (2010)
- Madres con ruedas  (2006)
- Los perros  (2004)
- La televisión y yo (notas en una libreta)  (2002)
- Por la vuelta  (2002)
- El siglo del viento  (1999)
- Buenos Aires, crónicas villeras  (1986)

Produção executiva
- Walsh entre todos  (2015)
- Saldaño. El sueño dorado  (2014)
- Sangre de mi sangre  (2014)
- Regreso a Fortín Olmos  (2008)
- Pulqui, un instante en la patria de la felicidad  (2007)
- Fotografías  (2007)
- Bialet Massé, un siglo después  (2006)
- Murgas y murgueros  (2003)
- El tiempo y la sangre  (2004)
- Prohibido dormir  (2004)
- Yo no sé qué me han hecho tus ojos  (2003)
- H.I.J.O.S., el alma en dos  (2002)
- Tango deseo (cortometraje)  (2002)
- Yo, Sor Alice  (2001)

Produtor associado
- Liniers, el trazo simple de las cosas  (2010)

Direcção de produção
- Ronda nocturna  (2005)

Câmara
- Walsh entre todos  (2015)
- Calles de la memoria  (2012)
- H.I.J.O.S., el alma en dos  (2002)

Som
- La voz de los pañuelos (cortometraje)  (1992)

Guionista
- Walsh entre todos  (2015)
- Calles de la memoria  (2012)
- Cuentas del alma. Confesiones de una guerrillera  (2012)
- Gorri  (2010)
- Meykinof  (2005)
- H.I.J.O.S., el alma en dos  (2002)
- Tinta roja  (1998)
- Jaime de Nevares: Último viaje  (1995)
- Historias de amores semanales  (1993)
- A los compañeros la libertad  (cortometraje) (1987)
- Hospital Borda: un llamado a la razón  (1986)
- Buenos Aires, crónicas villeras  (1986)

Fotografia
- Walsh entre todos  (2015)
- Calles de la memoria  (2012)
- Gorri  (2010)
- Meykinof  (2005)
- Por la vuelta  (2002)
- H.I.J.O.S., el alma en dos  (2002)

Montagem
- Walsh entre todos  (2015)
- Madres con ruedas  (2006)
- Por la vuelta  (2002)
- H.I.J.O.S., el alma en dos  (2002)
- Tinta roja  (1998)

Textos
- Calles de la memoria  (2012)
- Jaime de Nevares: Último viaje  (1995)

Making of
- Ronda nocturna  (2005)

Direcção de arte
- Espejo para cuando me pruebe el smoking  (2005)